# Leelo Tungal
Leelo Tungal (ur. 22 czerwca 1947 w Tallinnie) – estońska pisarka i poetka.
Ukończyła filologię estońską na Uniwersytecie w Tartu. Zadebiutowała jako osiemnastolatka tomem poezji Kummaliselt kiivitajad kurtsid. Tworzy głównie wiersze i opowiadania dla dzieci, a także libretta oraz teksty piosenek. Tłumaczyła na język estoński literaturę dziecięcą wydaną w innych językach, głównie z rosyjskiego i fińskiego, ale także z bułgarskiego i polskiego. 
Jej mężem był kompozytor Raimo Kangro, jedna z ich córek, Maarja Kangro, również jest poetką i tłumaczką.  

## Wybrana twórczość

### Zbiory poezji
- 1966 Kummaliselt kiivitajad kurtsid
- 1974 Õitsev kuristik
- 1979 Veni, vidi, vidiit...
- 1979 Raamat ja kask
- 1981 Mullaketraja
- 1982 Tedre mäng
- 1986 Valguse aine
- 1993 Ei nime, ei hinda
- 1994 Ainus kangelastegu on naeratus
- 2002 Käsi on valge, süsi on must
- 2007 Täisminevik

### Wiersze dla dzieci
- 1976 Koera elu
- 1978 Hundi lugemine
- 1982 Väike ranits
- 1983 Seltsis on segasem
- 1983 Tondu
- 1985 Tere-tere
- 1988 Vana vahva lasteaed
- 1991 Ema abilised
- 1992 Aastaring
- 1993 Põrsas Pamp
- 1994 Põrsapõli
- 2000 Marjajuur lume all
- 2001 Kirjad jõuluvanale
- 2004 Lepatriinu faksiga
- 2006 Lätikeelne jäätis
- 2009 Loomabeebits

### Proza
- 1978 Ilus vana naine (opowiadania)
- 1980 Neitsi Maarja neli päeva (powieść dla młodzieży)
- 2008 Seltsimees Laps ja suured inimesed (powieść autobiograficzna); wyd. polskie: Mała towarzyszka i dorośli, 2022, tłum. Marta Perlikiewicz
- 2009 Samet ja saepuru (powieść)

### Opowiadania dla dzieci
- 1983 Pool koera
- 1986 Kartul, lehm ja kosmonaut
- 1986 Kirju liblika suvi
- 1989 Pille, Madis ja teised
- 1989 Kristiina, see keskmine
- 1991 Barbara ja suvekoerad
- 1993 Vampiir ja pioneer
- 1994 Barbara ja sügiskoerad
- 1997 Kollitame, kummitame

## Źródła
- Biogram w Estonian Literature Center